# 津山直子
津山 直子（つやま なおこ、1960年 - ）は、人道支援家。

## 人物
1960年生まれ。名古屋市出身。慶應義塾大学卒業。1986年に、福祉関係の研究で、スウェーデンに留学する。留学先のスウェーデン国内での反アパルトヘイト運動に関わる。
1988年、南アフリカの解放組織の『アフリカ民族会議』東京事務所の実現に尽力し、日本人専従スタッフとして勤務する。
1992年、『日本国際ボランティアセンター』に勤務する。1994年、日本国際ボランティアセンター南アフリカ事務所の代表となる。南アフリカ国内での環境保全型の農業支援や、エイズ感染者への支援に携わる。
2006年、ニューズウィーク誌の「世界が尊敬する日本人100人」の一人に選ばれる。2010年現在、内閣府政策企画調査官を務める。関西大学の客員教授も兼務する。